# 瀘定橋

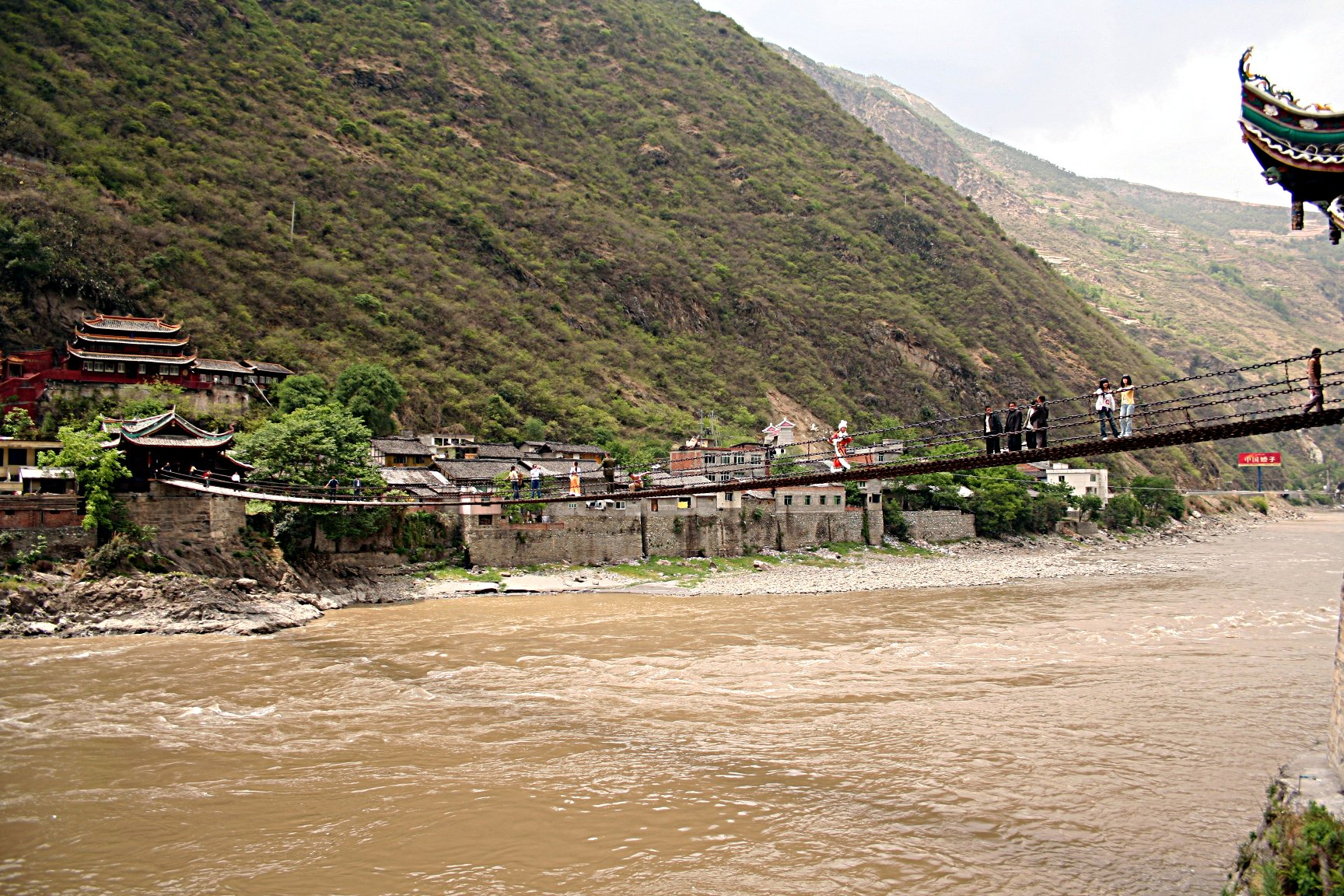
瀘定橋

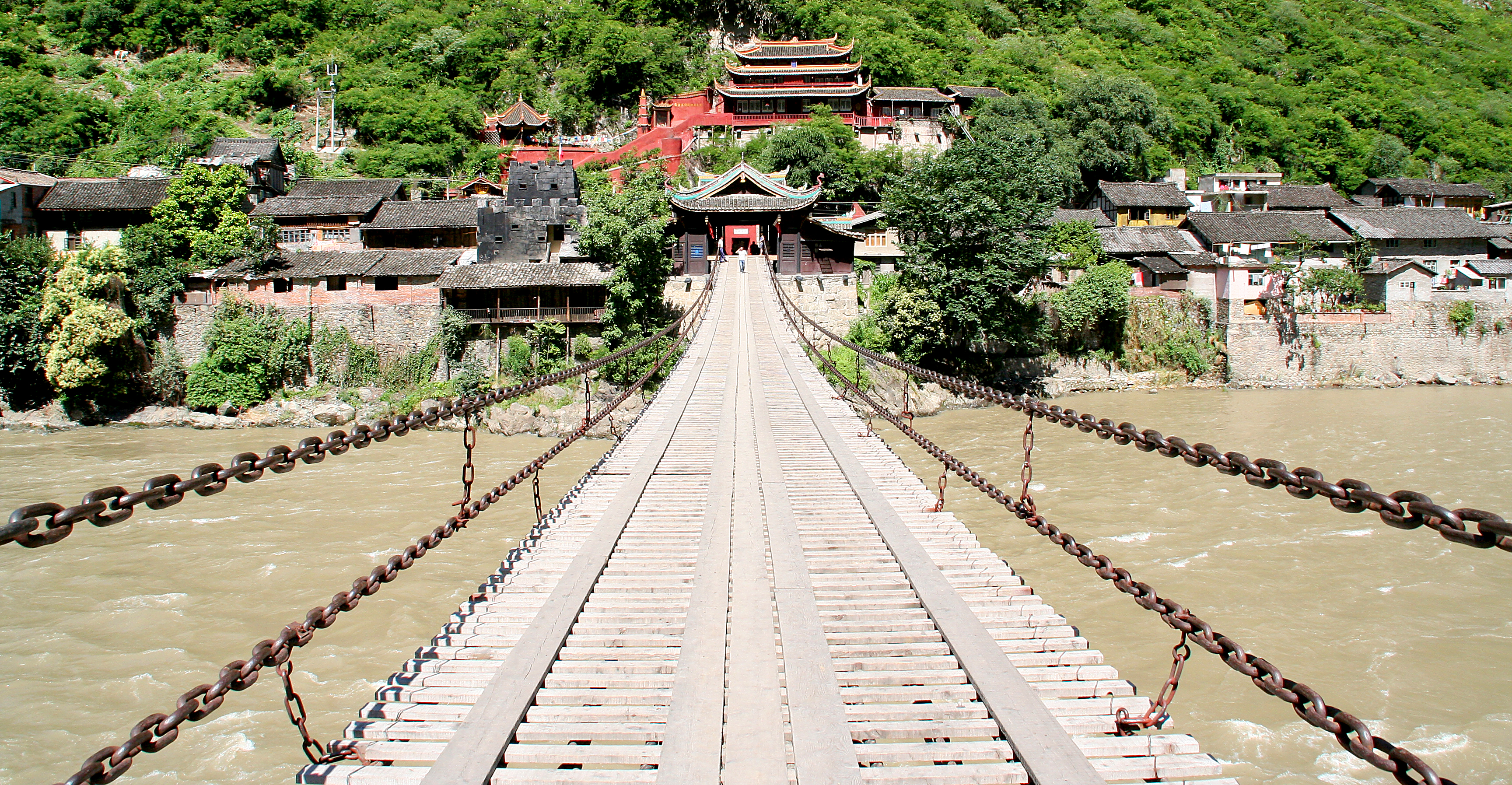
瀘定橋

瀘定橋（ろていきょう）は、中華人民共和国四川省瀘定県にある大渡河を渡る吊橋である。1705年に建設が開始され、1706年に完成した。
1935年には紅軍の長征中、経路の途中にある瀘定橋を巡って国民党軍部隊との間に戦闘が起こった。この戦いは「飛奪瀘定橋」として革命史上有名である。革命史跡として中華人民共和国全国重点文物保護単位に指定されている。